# Festival de Cans
El Festival de Cans es un festival de cortometrajes que se celebra anualmente en la parroquia española de Cans en el municipio de Porriño (Pontevedra). En sus inicios coincidía en fechas con el Festival de Cannes, a finales de mayo, y la idea de crearlo surgió de la similitud entre los nombres de ambas localidades. Ahora se celebra en septiembre. La primera edición se celebró en 2004 y desde entonces su éxito y repercusión ha ido en aumento.

## Historia
El festival nació en 2004 por iniciativa de los miembros de la Asociación Cultural Arela, quienes quisieron crear un espacio alternativo y divertido donde se dieran cita anualmente los mejores creadores de cortos del panorama gallego. Desde esta primera edición el festival contó con un importante reconocimiento por parte de la prensa y con la asistencia y participación de personajes destacados del mundo del cine. Con cada edición su éxito y relevancia han ido en aumento.

## Características
Se centra sobre todo en los cortometrajes, aunque desde la cuarta edición cuenta también con una sección de videoclips, proyección de largometrajes y documentales. Además se programan otras actividades paralelas como conciertos, fiestas temáticas, etc. Está organizado por la Asociación Cultural Arela y los vecinos y vecinas de Cans, bajo a coordinación del guionista Alfonso Pato.
Una de las singularidades más características del festival son los espacios donde tienen lugar las proyecciones: locales que durante el resto del año cumplen otras funciones como bodegas, establos, bajos... y que son propiedad de los vecinos. De esta forma consiguen uno de los objetivos del festival, que es acercar el cortometraje a un público que normalmente no tiene acceso a estas formas de creación. 
El «agroglamour», término acuñado ya desde la primera edición, resume el espíritu del Festival de Cans y se podría considerar la antítesis del glamour de festivales como el de Cannes.
Cada año los cortometrajes ganadores en Cans se proyectan en varias localidades gallegas y diferentes ciudades y festivales del mundo: ya se proyectaron en Lisboa, Porto, Madrid, Barcelona, Bristol, La Haya, Bruselas, París, Dournenez y el Sáhara Occidental, entre otros. 
Por el Festival de Cans han pasado, como invitados, premiados o participantes en los coloquios, Isabel Coixet, Juanma Bajo Ulloa, Fernando León de Aranoa, Manuel Martín Cuenca, Patricia Ferreira, Luis Tosar, Tristán Ulloa, Mabel Rivera, María Pujalte, José Sacristán, Xoel López, Kiko Veneno, Iván Ferreiro, Coque Malla, Javier Krahe, Manuel Rivas, Lucía Etxebarria, Suso de Toro, El Gran Wyoming, Teté Delgado, Antonio Durán "Morris", y Emma Suárez, entre otros. 
En 2009 recibió el Premio da Crítica Galicia, en la sección Iniciativas culturales. En 2011 la Diputación de Pontevedra le concedió al festival el Premio Provincial a la Cultura en la categoría de Innovación y Vanguardia. En 2013 recibió el Premio Internacional Ateneo de Ourense al Fomento de la Cultura.

## Premios
El festival contó desde su novena edición con nueve categorías:
| - Premio honorífico Pedigree - Premio del jurado al mejor cortometraje de ficción. - Premio del jurado al mejor cortometraje de animación. - Premio del público al mejor cortometraje de ficción. - Premio del público al mejor cortometraje de animación. - Premio del jurado de los vecinos de Cans al mejor cortometraje de ficción. | - Premio del jurado a mejor actriz. - Premio del jurado a mejor actor. - Premio del jurado a mejor guion. - Premio del jurado al mejor videoclip. - Premio del público al mejor videoclip. |

## Palmarés
XVIII Edición (2021)
TBA
XVII Edición (2020)
- Premio de Honra Pedigree´20: Manane Rodríguez.
- Premio AISGE del jurado a la mejor interpretación masculina: Denís Gómez, por Mentres iso pasa.
- Premio AISGE del jurado a la mejor interpretación femenina: Bruna Cusí, por Todo el mundo se parece de lejos.

Resto de premios ver.
XVI Edición (2019)
- Premio de Honra Pedigree´19: Carlos Blanco.
- Premio AISGE del jurado a la mejor interpretación masculina: Jaime Elías, por O que medra por dentro.
- Premio AISGE del jurado a la mejor interpretación femenina: María Nieto, por De repente la noche.

Resto de premios ver.
XV Edición (2018)
- Premio de Honra Pedigree´18: Chelo Loureiro.
- Premio AISGE del jurado a la mejor interpretación masculina: Eloi Sánchez Palau, por Después de la bandera.
- Premio AISGE del jurado a la mejor interpretación femenina: Francisca Iglesias, por Matria.

Resto de premios ver.
XIV Edición (2017)
- Premio de Honra Pedigree'17: Miguel de Lira.[1]
- Premio del jurado a la mejor interpretación masculina: Ricardo de Barreiro y Xulio Abonjo por Einstein-Rosen.
- Premio del jurado a la mejor interpretación femenina: Arantxa Aranguren por La Madrina.

Resto de premios ver.
XIII Edición (2016)
- Premio de Honra Pedigree'16: Emma Lustres.
- Premio del jurado a la mejor interpretación masculina: Xosé Barato, por A liña política.
- Premio del jurado a la mejor interpretación femenina: Diaryatou Daff, por Lurna.

Resto de premios ver.
XII Edición (2015)
- Premio de Honra Pedigree'15: Javier Gutiérrez.
- Premio del jurado a la mejor interpretación masculina: Marta Larralde, por Disney.
- Premio del jurado a la mejor interpretación femenina: Fernando González, por Disney.

Resto de premios ver.
XI Edición (2014)
- Premio de Honra Pedigree'14: María Bouzas.
- Premio del jurado a la mejor interpretación masculina: Javier Gutiérrez, por Tupper.
- Premio del jurado a la mejor interpretación femenina: Déborah Vukusic, por 3 – 1 = 0.

Resto de premios ver.
X Edición (2013)
- Premio de Honra Pedigree'13: Manuel Manquiña.[2]
- Premio del jurado a la mejor interpretación masculina: Carlos Blanco, por Mal de sangre.
- Premio del jurado a la mejor interpretación femenina: Helena Miquel, por Mal de sangre.

Resto de premios ver.
IX Edición (2012)
- Premio de Honra Pedigree'12: Antonio Durán "Morris".
- Premio del jurado a la mejor interpretación masculina: Luis Zahera, por Conversa cunha muller morta.
- Premio del jurado a la mejor interpretación femenina: Teresa Fraga, por Dúas letras.

Resto de premios ver.
VIII Edición (2011)
- Premio de Honra Pedigree'11: María Pujalte.
- Premio del jurado a la mejor interpretación masculina: ex aequo a Celso Bugallo, por El Grifo, y Vicente de Souza, por Estereoscopía.
- Premio del jurado a la mejor interpretación femenina: Toni Acosta, por De que se ríen las hienas.

Resto de premios ver.
VII Edición (2010)
- Premio de Honra Pedigree'10: Ernesto Chao.
- Premio del jurado a la mejor interpretación masculina: ex aequo a Fernando Cayo e Javier Gutiérrez, por El vendedor del año.
- Premio del jurado a la mejor interpretación femenina: Nuncy Valcárcel, por Coser e cantar.

Resto de premios ver.
VI Edición (2009)
- Premio de Honra Pedigree'09: Xavier Villaverde.
- Premio del jurado a la mejor interpretación masculina: Vicente de Souza por ¿Quieres ser director de cine?.
- Premio del jurado a la mejor interpretación femenina: Henar Jiménez por Uruguay 2030.

Resto de premios ver.
V Edición (2008)
- Premio de Honra Pedigree'08: Chete Lera.
- Premio del jurado a la mejor interpretación masculina: Luis Zahera por Rosita e Jacinto.
- Premio del jurado a la mejor interpretación femenina: Nuria Sanz por Perversa Lola

Resto de premios ver.
IV Edición (2007)
- Premio de Honra Pedigree'07: Antón Reixa.
- Premio del jurado a la mejor interpretación masculina: Xulio Abonjo por Sin plomo.
- Premio del jurado a la mejor interpretación femenina: Cristina Castaño por Sin plomo.

Resto de premios ver.
III Edición (2006)
- Premio de Honra Pedigree'06: Mabel Rivera.
- Premio del jurado a la mejor interpretación masculina: Ricardo de Barreiro por Buenos días.
- Premio del jurado a la mejor interpretación femenina: ex aequo a Isabel Naveira por Te quiero mal e Isabel Rey por Madres.

Resto de premios ver.
II Edición (2005)
- Premio de Honra Pedigree'05: Celso Bugallo.

Resto de premios ver.
I Edición (2004)
- Premio de Honra Pedigree'04: Luis Tosar.

Resto de premios ver.